# Greenpeace Magyarország Egyesület
A Greenpeace Magyarország Egyesület (röviden Greenpeace Magyarország) vezeti a Greenpeace nemzetközi környezetvédő civil szervezet magyarországi kampányait. A 2002 júniusában alakult magyarországi Greenpeace kampányiroda a bécsi központú közép-kelet európai regionális szervezet (Greenpeace CEE) része.
Az alapítás óta eltelt időszak alatt a szervezet számos kampányt vezetett. Akcióinak és médiajelenlétének köszönhetően az egyik legismertebb magyarországi zöldszervezet.
A 2000-ben Bécsben alapított Greenpeace CEE a közép- és kelet-európai régióban 9 országban van jelen. Az osztrák és magyar kampányirodán kívül Varsóban (Lengyelország), Bukarestben (Románia), Pozsonyban (Szlovákia) és Ljubljanában (Szlovénia) rendelkezik nemzeti irodával, ezenkívül jelen van Horvátországban, Bosznia-Hercegovinában és Bulgáriában.
A budapesti kampányirodában tizennégy munkatárs dolgozik, rajtuk kívül az ország több városában működnek támogatótoborzók. A Greenpeace támogatóinak száma 2017 végén 65.138 volt, míg az önkéntesek száma 2017 végére meghaladta az 1800 főt. A budapesti csoport mellett a szervezetnek önkéntesekből és támogatótoborzókból álló helyi csoportjai vannak Pécs, Szeged, Győr, Kecskemét és Debrecen városában.

## Kampányok
A Greenpeace magyarországi környezetvédelmi kampányait alapvetően a nemzetközi kampánycélok határozzák meg, így a genetikailag módosított élelmiszerekek elleni, az őserdővédelmi, a mérgező vegyi anyagok elleni, az energia és klímavédelmi, valamint az tengervédelmi kampányok határozzák meg. A felsorolt kampánytémák közül elsősorban az ország szempontjából lényeges ügyekben aktív a szervezet (pl. klíma és energia), azonban mindemellett az országot kevésbé érintő problémák esetében hallatja hangját (pl. bálnavédelem), valamint a felsorolt témákhoz közvetlenül nem kapcsolódó ügyekben is kampányokat folytat (pl. háborúellenesség).
A Greenpeace rendszeresen együtt működik más magyarországi zöldszervezetekkel, ennek legismertebb példája, amikor a Zengőre tervezett NATO-lokátor elleni küzdelemben A Greenpeace-aktivisták a Civilek a Zengőért Mozgalommal, a Védegylettel és az MTVSZ-el és másokkal szövetségben akadályozták meg az építési munkálatokat (Zengő-hegyi csata).

## Történet
A szervezet az eltelt évek során a legfontosabb sikerei között említi, hogy fellépett a Tisza védelmében (tiszai ciánszennyezés), a génmódosított élelmiszerek és vetőmagok elterjedése ellen, felhívta a figyelmet a Paksi Atomerőműben bekövetkezett problémákra, valamint bálnavédelmi kampányának eredményeképp Magyarország tagja lett a bálnák védelmét garantáló nemzetközi testületnek, a Nemzetközi Bálnavadászati Tanácsnak (IWC).

### Időrend
- 2002: A Sajó szennyezése elleni fellépés[1] és a tiszai ciánszennyezés kampánya.[12] 
A verespataki aranybánya-projekt elleni tiltakozás.[1]
- 2003: A Paksi Atomerőmű súlyos üzemzavarának nyomonkövetése.[1]
Persányi Miklós környezetvédelmi miniszter felszólítása a verespataki beruházás elleni fellépésre.[1]
Az MDGN nevű allergén tartósítószer a babakozmetikumokból való kivonásának elérése.[13]
- 2004: A zengői lokátorépítés megakadályozása civilekkel és helyiekkel közesen .[14]
Élelmiszergyártók és forgalmazókat célzó GMO kampány.[15]
Magyarország Nemzetközi Bálnavadászati Tanácsba lépésének elérése.[16]
- 2005: A génmódosított kukorica moratóriumának elérése.[1]
Nukleáris hulladékok veszélyeinek bemutatása egy vándorkiállítás során.[17]
- 2006: 22 000 aláírás összegyűjtése a GMO-összetevők címkézéséért az élelmiszereken.[1]
Verespataki telek adományozása Gyurcsány Ferenc miniszterelnöknek a kormány aktív fellépése érdekében.[1]
- 2007: Osztrák bőrgyárakkal szembeni fellépés a Rába szennyezésének megakadályozásáért.[18]
- 2008: Budapesti szmogriadó jogszabályba iktatásának elérése a Stop Szmog koalíció részeként.[19]
Az Erste Bank eláll Mohi atomerőmű a finanszírozásától a Greenpeace kampány hatására.[20]
- 2009: Zöld Beruházási Rendszer 28 milliárdjáról szóló pályázati kiírás elérése.[1]
A hülyeség kora c. dokumentumfilm magyarországi forgalmazásának elérése.[1]
A Koppenhágai klímacsúcson való aktív részvétel.[1] 
A cianidos bányászat magyarországi betiltásának elérése.[1]
- 2010: A cianidos bányászat uniós szintű törvényi tilalmának elérése.[1]
Nemzetközi GMO-ellenes busztúra, valamint Megújuló Túra és aláírásgyűjtés.[1]
Tiltakozás a Szentgotthárd melletti rábakeresztúri szemétégető ellen.[21] 
A Tőketerebesi szénerőmű tervének megakadályozása.[1]
A NENYI-re válaszul a Zöld Együttműködési Nyilatkozat meghirdetése.[1]
 A vörösiszap-katasztrófa idején monitoring és tájékoztatás.[22]
A Mátrai erőmű bővítésének megakadályozása WWF-el közösen.[1]
 A médiatörvény tervezete elleni tiltakozás.[1]
- 2011: Az Európai Unió magyar elnökségének munkájának követése.[1]
Az „okos” villamosenergia-hálózatokról szóló Megújuló energia megállás nélkül és a Progresszív EnergiaForradalom[halott link] tanulmányok bemutatása.[1]
 A fukusimai atomerőmű-balesettel valamint a Paksi Atomerőmű üzemidőhosszabbításával és bővítésével kapcsolatos tájékoztatása és akciók.[1]
- 2012: A globális ruhaipar méregtelenítését célzó Detox-kampányhoz több tíz nagy ruhamárka csatlakozott, köztük a Zara (márkanév) is vállalva, hogy 2020-ig kivonja ruháiból és a teljes gyártási folyamatból az összes veszélyes vegyi anyagot.
- 2013: Az Európai Bizottság indokoltnak találta a Greenpeace panaszát az almásfüzitői vörösiszap-tározó kapcsán, a Bizottság ezért kötelezettségszegési eljárást indított. Az Európai Unió korlátozta a  méhekre veszélyes imidakloprid, a klotianidin és a tiametoxám rovarölő szerek használatát. A Greenpeace reflektorfénybe állította a kishantosi biogazdaságot ért jogtalanságot.
- 2014: A Greenpeace és az Energiaklub az Európai Bizottsághoz fordult, hogy a magyar kormányt rábírja: hozza nyilvánosságra a PaksII atomerőmű-bővítéssel kapcsolatos fontos és közérdekű információkat.
- 2015: A Budapesti Illatos úti vegyianyag-telep (volt Hungária Vegyiművek) katasztrófa-közeli állapotának felszámolása.
- 2016: A Hortobágyi Nemzeti Park határában található, borzalmas állapotban levő veszélyeshulladék-tároló felszámolása.
- 2017: A volt Budapesti Vegyiművek Garéi hulladéklerakó szennyezésével kapcsolatosan a Baranya megyei Kormányhivatalt kötelezte a Nemzeti Adatvédelmi és Információszabadság Hatóság (NAIH)a szennyezési adatok azonnali és ingyenes kiadására.